# Morangal
Morangal é o maior bairro do município de Virgínia, que fica ao sul do município, bem na divisa com Delfim Moreira e Marmelópolis. Tem uma população de mais de 800 habitantes e uma altitude de 1515 metros. Fica às margens do rio Lourenço Velho.

## História
Nasceu em 1840 proveniente de três fazendas de escravos a do Doutor João Pinto Sobrinho, Fazenda de Virgílio Diogo Labat, e a Fazenda do Sr. Antônio Ambrósio, esta última fazenda é onde fica hoje o centro do bairro.
No final de 1880 começam os primeiros plantios de marmelo. Em 1892 inaugura a primeira indústria alimentícia da região, a Sul Minas Conservas de propriedade do Sr. José Lamim e em 1923 é vendida para o grupo Confeitaria Colombo passando a se chamar Conservas Colombo. Em 1992 a Arisco comprou a marca Colombo e em 1993 a fábrica Colombo do Morangal foi fechada demitindo centenas de funcionários e pondo fim a 101 anos de história desta fábrica que ajudou muito a empregar trabalhadores e povoar a região .

## Origem do nome
O nome Morangal é proveniente do apelido de um dos seus primeiros habitantes, Zé "Moranga", mas  muita gente pensa que é por causa de plantio de morango. Com o passar dos anos o nome "Morangá" virou Morangal.

## Economia
Atualmente sua principal renda é a agricultura sendo grande produtor de pêssegos, ameixas, pêras, figo, goiaba, laranja ponkan, e também se destaca na produção de batatas, tomate e couve-flor, é um centro comercial dos bairros próximos.

## Infraestrutura
Tem uma escola primária, posto médico, um campo de futebol, duas igrejas católicas, com toda sua área coberta com telefonia celular e internet de fibra óptica, iluminação pública e calçamento em todas as ruas, posto medico.

## Localização
Morangal fica ao sul do município de Virgínia, exatamente na divisa com Delfim Moreira e Marmelópolis. É cortado por várias estradas, e a mais importante é a MG-350 (trecho de terra Virgínia-Marmelópolis), e também é cortado por outras vias que o ligam a várias cidades como Itajubá, Maria da Fé, Dom Viçoso,Marmelópolis ,Delfim Moreira, Passa Quatro eVirgínia .

## Turismo
Sua altitude é de 1515 metros, com uma das mais belas paisagens habitáveis do município de Virgínia, cortado por um dos maiores e mais importantes rios da região, o rio Lourenço Velho, e também e cortado pelo rio Marques e pelo rio Morangal de Cima.
A aproximadamente 1 km do centro fica a grande cachoeira do Mingu, sempre lotada de pessoas em busca de adrenalina.
A região do Morangal é o habitat natural do gavião carcará, e habitat natural da onça-pintada (espécie em extinção).
Fica na região das Terras Altas da Mantiqueira, na região da estrada real e no Circuito das Águas mineiras.

## Educação
O bairro conta com a Escola Municipal José Ricardo Neto, onde funcionam três turmas dos anos iniciais do ensino fundamental.